# Neri (nome)
Nèri  è un nome proprio di persona italiano maschile.

## Varianti
- Alterati: Nerino.
- Femminili: Nera, Nerina.

## Origine e diffusione
Dal nome medievale Nèri, che in origine sembra nascere per aferesi da nomi quali Raineri, Guarneri, Maineri, ecc. A proposito delle sue varianti, però, non è esclusa una derivazione dal nome medievale Nero (anche noto come Negro o Nigro), che, tratto dal latino niger, significa per l'appunto nero - in riferimento alla carnagione o al colore dei capelli, secondo un'usanza comune nell'onomastica antica.
Un'altra origine è quella ebraica, in ebraico infatti נרי (Nerì) significa "il mio lume, la mia luce" ed è usato anche come diminutivo di נריאל (Neriel) che significa "la mia luce è Dio". Questo nome si trova anche all'inizio del Vangelo di Luca, dove viene elencata la genealogia di Gesù, nella quale Neri figura come uno dei suoi antenati. In ebraico viene usato sia per i maschi che per le femmine.

## Onomastico
12 maggio

## Persone
- Neri di Bicci, pittore
- Neri Manni, conte di Lamporecchio e Pistoia
- Neri di Fioravante, architetto
- Neri Marcorè, attore comico
- Neri Parenti, regista
- Neri Tanfucio, pseudonimo e anagramma di Renato Fucini, scrittore
- Neri della Faggiola, pseudonimo di Ranieri, condottiero figlio di Uguccione della Faggiola
- Neri da Rimini, miniatore
- Neri Pozza, partigiano, scrittore ed editore italiano